# Chang Kyou-Chul
Chang Kyou-Chul, född 19 juni 1946 i Seoul, död 19 april 2000, var en sydkoreansk boxare.
Han blev olympisk bronsmedaljör i bantamvikt i boxning vid sommarspelen 1968 i Mexico City.